# Hiroshi Toda
Hiroshi Toda (jap. 戸田 宏, Toda Hiroshi; * 1928 in Japan) ist ein japanischer Mathematiker, der sich mit Topologie beschäftigt.
Toda wurde 1956 an der Universität Osaka promoviert. Er war danach Professor in Kyōto. 1957 wurde er mit dem Asahi-Preis ausgezeichnet. 1959 bis 1961 war er am Institute for Advanced Study in Princeton.
Toda ist für seine Arbeiten zur Berechnung der Homotopiegruppen von Sphären bekannt. Die dort verwendete Technik des „Toda-Bracket“ ist nach ihm benannt.
Er sollte nicht mit dem Physiker Morikazu Toda (1917–2010), dem Entdecker des Toda-Gitters, verwechselt werden.

## Schriften
- Composition methods in homotopy groups of spheres. Annals of Mathematical Studies, Princeton University Press, 1962, ISBN 0-691-09586-8.
- mit Mimura: Topology of Lie Groups. 2 Bände, AMS, 1991.